# Die imaginäre Freundin
Die imaginäre Freundin (Originaltitel: Imaginary Friend) ist die 22. Folge der fünften Staffel der US-amerikanischen Science-Fiction-Fernsehserie Raumschiff Enterprise – Das nächste Jahrhundert. Sie wurde in den Vereinigten Staaten über Syndication vermarktet und erstmals am 4. Mai 1992 auf verschiedenen Fernsehsendern ausgestrahlt. In Deutschland war sie zum ersten Mal am 4. Mai 1994 in einer synchronisierten Fassung auf Sat.1 zu sehen.

## Handlung
Im Jahr 2368 bei Sternzeit 45852.1 erforscht die Enterprise den Nebel FGC-47. Währenddessen hält es Fähnrich Sutter für ratsam, mit seiner Tochter Clara die Schiffsberaterin Deanna Troi aufzusuchen. Sutter ist neu auf der Enterprise und hat zuvor auf mehreren anderen Schiffen gedient. Aufgrund der häufigen Umzüge macht sich Sutter Sorgen um das Wohlergehen seiner Tochter, denn Clara fehlen die Gelegenheiten, feste Freundschaften aufzubauen, und sie erfindet stattdessen eine imaginäre Freundin namens Isabella. Troi beruhigt Sutter und erklärt, dass dies in einer solchen Situation eine völlig normale Reaktion sei. Während des Gesprächs dringt eine kleine, leuchtende Energiekugel unbemerkt in die Enterprise ein. Sie untersucht einige Besatzungsmitglieder, bis sie schließlich im Arboretum auf Clara trifft, die sich dort allein aufhält. Sie scheint Clara interessant zu finden und nimmt die Gestalt von Isabella an. Clara ist überrascht, dass sie ihre Freundin plötzlich sehen kann, nimmt es aber hin.
Isabella drängt Clara dazu, gemeinsam das Schiff zu erkunden und dabei auch in Bereiche zu gehen, die für Kinder eigentlich verboten sind. Sie gelangen auch in den Maschinenraum, wo Claras Vater arbeitet. Clara will ihm erklären, dass Isabella sie hierher geführt hat, doch die macht sich stets unsichtbar, wenn andere Leute in der Nähe sind. Fähnrich Sutter schickt seine Tochter in ihr Quartier. Er muss sich gerade um andere Dinge kümmern, denn die Enterprise verliert auf unerklärliche Weise an Geschwindigkeit. Ebenso unerklärlich löst sich das Problem scheinbar von selbst. In Wirklichkeit steckt jedoch Isabella dahinter.
Die beiden Mädchen laufen weiter durch das Schiff und treffen dabei unverhofft auf Sicherheitschef Worf. Der kann Isabella sehen, hält sie jedoch für ein Besatzungsmitglied und lässt die beiden Mädchen unbehelligt wieder gehen. Sie betreten die Bar „Zehn Vorne“, wo Isabella sich wieder unsichtbar macht. Kinder haben hier ohne Begleitung eigentlich keinen Zutritt, doch Barkeeperin Guinan zeigt viel Verständnis für Clara und ihre scheinbar imaginäre Freundin. Schließlich tritt Troi ein. Sie fängt an, sich Sorgen zu machen, dass Clara sich in ihre Phantasie vielleicht doch zu sehr hineinsteigert. Sie findet, dass Clara andere Kinder kennenlernen sollte, und bietet ihr daher an, einen Töpferkurs zu besuchen, an dem Isabella jedoch ausdrücklich nicht teilnehmen darf. Clara trifft dort auf Worfs Sohn Alexander, der sie freundlich ins Töpfern einweist. Isabella ist verärgert, weil sie nicht mehr beachtet wird. Sie macht eine Figur kaputt, an der Alexander arbeitet, und da sie unsichtbar ist, hält der Clara für die Täterin.
Währenddessen hat die Enterprise erneut Schwierigkeiten voranzukommen. Chefingenieur La Forge und Fähnrich Sutter finden heraus, dass der Nebel mit Millionen von geladenen Plasmafäden durchzogen ist, die das Schiff regelrecht festhalten.
Nach dem Vorfall im Töpferkurs hat Clara inzwischen große Angst vor Isabella. Ihr Vater bittet Troi um Hilfe und die will ihr die Angst nehmen, indem sie Claras Schlafzimmer durchsucht und ihr versichert, dass ihre Freundin nicht hier ist. Plötzlich wird Isabella jedoch sichtbar und streckt Troi mit einer Energieentladung nieder. Sie wird auf die Krankenstation gebracht und behandelt. Anhand von Trois Beschreibung erinnert sich Worf an das fremde Mädchen, das er zusammen mit Clara gesehen hat. Für Captain Picard ist jetzt klar, dass es sich bei Isabella um ein intelligentes Wesen aus dem Nebel handeln muss. Da ihre Artgenossen inzwischen anfangen, von der Enterprise Energie abzuziehen, sucht er das Gespräch mit ihr und geht dazu ins Arboretum, wo sie Clara zum ersten Mal begegnet ist. Tatsächlich zeigt sich Isabella. Sie erklärt, dass das Schiff ihre Aufmerksamkeit erregt hat, da es sehr viel mehr Energie erzeugt als die im Nebel natürlich vorkommenden Quellen. Picard legt ihr dar, dass der Energieentzug zum Tod der Mannschaft führen wird. Isabella erwidert jedoch, dass sie aufgrund ihres Umgangs mit Clara den Tod ohnehin verdient hätten. Picard erklärt ihr, dass alle Beschränkungen, die man Kindern auferlegt, nur zu deren Schutz dienen. Auch Clara bittet darum, die Enterprise zu verschonen. Schließlich hat Isabella ein Einsehen und gibt das Schiff frei. Zum Dank überlässt Picard den Wesen einen Teil der Antriebsenergie. Isabella erscheint Clara ein letztes Mal und entschuldigt sich für ihr Verhalten. Sie gesteht, dass sie nie zuvor eine Freundin hatte, und hofft, dass Clara den Nebel irgendwann noch einmal besuchen wird.

## Besonderheiten der deutschen Synchronfassung
Dies ist die einzige Folge der Serie, in der Schwester Alyssa Ogawa (Patti Yasutake) nicht von Manuela Brandenstein, sondern von Martina Treger synchronisiert wurde.

## Produktion

### Drehbuch
Der Arbeitstitel dieser Folge lautete Invisible Friend.
Isabella war ursprünglich als freundliche Wesenheit vorgesehen. Erst durch Brannon Bragas Überarbeitung wurde die Figur deutlich düsterer angelegt.
Der Auftritt von Guinan wurde kurzfristig ins Drehbuch eingefügt, da Whoopi Goldberg während der Produktionszeit für Dreharbeiten zur Verfügung stand.

### Darsteller
Sheila Franklin hat hier ihren letzten von fünf Auftritten als Fähnrich Felton.
Noley Thornton, Darstellerin von Clara Sutter, spielte auch Taya in Folge 2.16 (Die Illusion) von Star Trek: Deep Space Nine.
Jeff Allin, Darsteller von Fähnrich Sutter, spielte auch Gedrin in Folge 6.07 (Die Zähne des Drachen) von Star Trek: Raumschiff Voyager.

### Effekte
Für den Nebel FGC-47 wurden teilweise Einstellungen aus Folge 4.25 (Datas erste Liebe) wiederverwendet und lediglich die Farbe des dort zu sehenden Nebels von bläulich zu rötlich verändert.

## Rezeption
Keith DeCandido bewertete Die imaginäre Freundin 2012 auf tor.com als eine leicht unterdurchschnittliche Folge von Raumschiff Enterprise – Das nächste Jahrhundert. Im direkten Vergleich mit den anderen Folgen der fünften Staffel, die sich um ein Kind drehten, fand er diese recht angenehm. Er hob positiv hervor, dass es Noley Thornton gelinge, Clara Sutter als eine angenehme und liebenswerte Figur zu spielen. Auch gefielen ihm die vielen eingestreuten Kleinigkeiten, die die Mannschaft der Enterprise wie eine große Gemeinschaft wirken ließen (beispielsweise die Erwähnung von Keiko O’Brien, Crushers und Ogawas Unterhaltung über eine Verabredung oder dass Worf ein Auge zudrückt, als er Clara und Isabella in einem verbotenen Bereich erwischt). Den Science-Fiction-Teil der Geschichte fand er hingegen eher schwach, denn die Idee, dass eine Lebensform aus reiner Energie die Enterprise bedroht und durch eine Rede von Picard umgestimmt werden muss, sei bereits aus mehreren früheren Folgen bekannt.